# Mô hình SOSTAC

SOSTAC Marketing Growth Wheel

SOSTAC là một mô hình marketing được PR Smith phát triển vào những năm 1990 và sau đó được soạn thảo trong cuốn sách Marketing Communications năm 1998 và một loạt hướng dẫn về mô hình SOSTAC của ông, phải kể đến như "SOSTAC Guides to your Perfect Plan" (2011),  và  "SOSTAC Guide to your Perfect Digital Marketing Plan" (2020).
Tên của mô hình SOSTAC được ghép bởi những chữ cái đầu của sáu khía cạnh marketing cơ bản mà PR Smith đề ra: Tình huống (Situation), Mục tiêu(Objective), Chiến lược (Strategy), Chiến thuật (Tactics), Hành động (Action) và Kiểm soát(Control)

## Ứng dụng và lợi ích
Mô hình SOSTAC dường như chứa một chiến lược tiếp thị chung có thể được áp dụng trong các tình huống thương mại khác nhau. Nó bao gồm phân tích SWOT chuyên sâu, giúp các doanh nghiệp sẵn sàng cho các chiến dịch tiếp thị; sự khác biệt chính là SOSTAC cũng tập trung vào các giai đoạn thực hiện của quy trình, về truyền thông tiếp thị và tiếp thị kỹ thuật số.
Cấu trúc của mô hình SOSTAC là một logic đơn giản, dựa trên phân tích tình huống chuyên sâu, thông báo cho các quyết định tiếp theo được đưa ra về chiến lược và chiến thuật. Nhờ đó, mô hình có tính có tính ứng dụng cao, cung cấp bản phác thảo, kết cấu, cấu trúc giúp xây dựng một bản kế hoạch tổng thể  ở nhiều mức độ và nhiều tình huống khác nhau như: Kế hoạch marketing, kế hoạch truyền thông tiếp thị, kế hoạch quảng cáo,...
Nhờ đó, các chuyên gia tiếp thị đã điều chỉnh phù hợp để có thể ứng dụng mô hình SOSTAC cho một số tình huống cụ thể, bao gồm tiếp thị trực tiếp và tiếp thị điện tử. Các bước trong quy trình cũng đã được điều chỉnh để phát triển hệ thống bảo mật Internet và kế hoạch kinh doanh của công ty.
Lợi ích của SOSTAC đã được một số chuyên gia tiếp thị công nhận 
"SOSTAC is a system for going through the steps and building a marketing plan.", Professor Philip Kotler
"SOSTAC is a great approach for anyone going ahead and building a marketing plan.", Sam Howe, Director of CATV Marketing, Southwestern Bell
"It appears that we are following the principles of SOSTAC",David Solomon, Marketing Director, TVX
"We use SOSTAC within our own marketing planning.", John Leftwick, Marketing Director, Microsoft UK
"I think SOSTAC is very good in terms of identifying, if you like, major component parts of what you're doing in marketing", Peter Liney, Concorde Marketing Manager

## Các bước trong mô hình
Mô hình đưa ra một quy trình hợp lý để thể hiện kế hoạch tiếp thị thông qua 6 bước:
Situation (Phân tích tình huống) — Where are we now?
‍Objectives (Xác định mục tiêu) — Where do we want to be?
‍Strategy (Xác lập chiến lược) — How do we get there?
‍Tactics (Xác lập chiến thuật) — How exactly do we get there?
‍Action (Hành động)— What is our plan?
‍Control (Kiểm soát) — Did we get there?

## Phân tích tình huống (Situation)
Phân tích tình huống là bước đầu tiên quan trọng đối với bất kỳ loại kế hoạch tiếp thị nào. Thực hiện phân tích tình huống để có một cái nhìn tổng quan về doanh nghiệp. Nó giúp ta xác định vị trí doanh nghiệp tại thời điểm này để có thể phác thảo chiến lược phù hợp.
Các phân tích về tình huống được hiểu là: Tập hợp các phương pháp được sử dụng để tìm hiểu khả năng của tổ chức, khách hàng, khách hàng tiềm năng và môi trường kinh doanh bằng cách phân tích các yếu tố bên trong và bên ngoài có thể ảnh hưởng đến doanh nghiệp , có thể bao gồm các chủ thể phân tích sau:
a. Phân tích khách hàng:
Doanh nghiệp cần tìm hiểu Chân dung khách hàng (Customer Persona). Nếu không biết khách hàng của mình là ai hoặc họ muốn gì thì doanh nghiệp không thể cung cấp cho khách hàng các sản phẩm hoặc dịch vụ đáp ứng nhu cầu hoặc tăng thêm giá trị cho cuộc sống của họ. Phân tích khách hàng giúp doanh nghiệp hiểu rõ khách hàng là ai để doanh nghiệp có thể quyết định phân khúc muốn nhắm đến như một phần trong kế hoạch tiếp thị.
Doanh nghiệp cần biết thông tin về nhân khẩu học, vị trí của khách hàng, cách khách hàng tìm thấy doanh nghiệp, cách họ mua hàng, nhận thức và tương tác với thương hiệu như thế nào và khách hàng có những góp ý, ý kiến gì đối với chính bản thân doanh nghiệp và các đối thủ trong ngành của doanh nghiệp.
b. Phân tích sản phẩm
Doanh nghiệp cần đánh giá những giá trị mà sản phẩm hoặc dịch vụ của mình mang lại cho khách hàng để có thể chủ động tích cực tìm kiếm là một quan điểm, hướng đi phù hợp với thị trường sản phẩm.
c. Phân tích đối thủ cạnh tranh
Đối thủ là ai? Làm thế nào để họ có lợi thế cạnh tranh so với chúng ta về giá cả, uy tín, dịch vụ khách hàng và quy mô? Làm thế nào để ta có một lợi thế cạnh tranh so với họ?,... Đó chính là những câu hỏi mà bất cứ doanh nghiệp nào cũng cần phải đi tìm câu trả lời để có thể xác định được những điểm mạnh cũng như điểm yếu của sản phẩm, hướng đến xây dựng chiến lược, kế hoạch phù hợp với năng lực doanh nghiệp.
d. Phân tích môi trường hoạt động kinh doanh
Doanh nghiệp cần có cái nhìn tổng quan đối với các yếu tố vi mô và vĩ mô của môi trường kinh doanh đang hoạt động bởi chúng có tác động trực/ gián tiếp đối với các chiến lược của doanh nghiệp.
Phân tích PESTEL (đôi khi được gọi là phân tích PEST) là một công cụ hỗ trợ doanh nghiệp theo dõi môi trường họ đang hoạt động khi xem xét 6 yếu tố kinh doanh quan trọng: Political (Chính trị), Economic (Kinh tế), Sociocultural (Văn hóa xã hội), Technological (Công nghệ), Environmental (Môi trường), Legal (Pháp lý).
e. Phân tích SWOT
Sử dụng các phát hiện từ phân tích môi trường nội bộ và môi trường bên ngoài, doanh nghiệp có thể tiến hành phân tích SWOT. Trong đó doanh nghiệp xem xét Điểm mạnh (Strengths), Điểm yếu (Weaknesses), Cơ hội (Opportunities) và Nguy cơ (Threats) có thể ảnh hưởng đến doanh nghiệp và hiệu suất hoạt động của doanh nghiệp.
Thông qua phân tích SWOT, doanh nghiệp sẽ nhìn rõ mục tiêu của mình cũng như các yếu tố trong và ngoài tổ chức có thể ảnh hưởng tích cực hoặc tiêu cực tới mục tiêu mà doanh nghiệp đề ra. Trong quá trình xây dựng kế hoạch chiến lược, phân tích SWOT đóng vai trò là một công cụ căn bản nhất, hiệu quả cao giúp doanh nghiệp có cái nhìn tổng thể không chỉ về chính doanh nghiệp mà còn những yếu tố luôn ảnh hưởng và quyết định tới sự thành công của doanh nghiệp.

## Xác định mục tiêu (Objectives)
Bước hai trong mô hình SOSTAC là xác định mục tiêu.
Một kế hoạch tiếp thị cần được xác định rõ các mục tiêu dài hạn (liên quan đến tầm nhìn, sứ mệnh doanh nghiệp) cũng như các mục tiêu trong ngắn hạn, có thể tham khảo Mục tiêu 5S được PR Smith xác định như sau:
Sale - Tăng doanh số và thị phần.
Serve - Thêm giá trị cho những gì cung cấp tới khách hàng.
Sizzle - Độ dính và yếu tố "WOW".
Speak - Giao tiếp hai chiều với khách hàng.
Save - Định lượng hiệu quả đạt được
Mỗi mục tiêu trong 5S đều phải đảm bảo tính hiệu quả bằng cách đáp ứng mô hình SMART — Specific, Measurable, Achievable, Relevant, Time-bound

## Xác lập chiến lược (Strategy)
"Chiến lược là bức tranh lớn về cách lập kế hoạch để đạt được các mục tiêu đã đặt ra. Nó là một trong những phần khó khăn nhất trong kế hoạch tiếp thị SOSTAC" , theo PR Smith.Ở bước này, doanh nghiệp cần xác định rõ những dự định về phân chia thị trường, phân khúc khách hàng tập trung, hành động, thông điệp sử dụng cho mục tiêu từng phân khúc đã vạch ra và đánh giá hiệu quả kế hoạch so với đối thủ cạnh tranh.
Theo PR Smith, các thành phần trong một chiến lược Truyền thông marketing có thể được phác họa bởi cụm từ "STOP & SIT", cụ thể như sau:
Segmentation _ Phân khúc
Target Markets _ Định hướng mục tiêu
Objectives _ Xác lập mục tiêu
Positioning _ Định vị
Stages _ Giai đoạn
Integration _ Tích hợp
Tools _ Công cụ

## Xác lập chiến thuật (Tactic)
Xác lập chiến thuật (Tactics) là việc phác thảo chi tiết về chiến lược, cụ thể là các phương pháp sẽ sử dụng để đạt được mục tiêu của mình. Có thể áp dụng Marketing Mix, cụ thể là 7Ps Marketing để tập trung hơn và có hướng đi rõ ràng trong việc thực hiện những mục tiêu.
Xác lập chiến thuật marketing trong bối cảnh Digital Marketing lên ngôi có thể được minh họa như sau :
Đầu tiên, các doanh nghiệp cần đặt những câu hỏi:
- Ta có dữ liệu gì về khách hàng, ta cần gì?
- Những phương pháp sẽ sử dụng để tiếp cận họ?
- Những phương pháp sẽ sử dụng để tiếp cận họ?
- Những công cụ và kỹ thuật sẽ sử dụng?

Như vậy các chiến thuật có thể bao gồm các chi tiết hỗn hợp tiếp thị và truyền thông, kết hợp kỹ thuật số,... cụ thể như sau:
- SEO. Định vị SEO mang lại cho một công ty khả năng cạnh tranh với các đối thủ.
- Chiến dịch PPC. Cũng như SEO, việc nghiên cứu và lựa chọn từ khóa, trong số những thứ khác, sẽ cung cấp cho bạn những ý tưởng nhất định để điều chỉnh ngân sách của bạn.
- Tiếp thị liên kết. Trong Tiếp thị liên kết, mặt khác, một công ty hợp tác với các chi nhánh (blogger, nhà xuất bản, công ty, tổ chức, v.v.) để quảng bá thương hiệu của mình.
- Email Marketing. Bạn cần thực hiện chiến lược email để đảm bảo rằng cơ sở khách hàng hiện tại của bạn nhận được bản tin thường xuyên. Các chiến thuật có thể bao gồm tất cả các loại chiến dịch để giữ tỷ lệ nhấp tốt, tỷ lệ mở và chuyển đổi.

## Hành động (Action)
Sau khi đã đề ra những chiến thuật, doanh nghiệp cần thực thi một số hoạt động để đạt được mục tiêu đã đề ra. Theo PR Smith, giai đoạn hành động thường là một bước suy nghĩ lại, nhưng đó là một sai lầm lớn. Không có một chiến lược và chiến thuật tuyệt vời nào để giảm bớt những hành động gây ra hậu quả tiêu cực, doanh nghiệp sẽ không thể đạt được mục tiêu đã đề ra.

## Kiềm soát (Control)
Bước cuối cùng của mô hình SOSTAC là kiểm soát để có thể xác định được  liệu doanh nghiệp có đang đi đúng hướng để đạt được mục tiêu.
Chính vì thế, giám sát tiến độ cũng là một bước quan trọng. Cần phải đặt các hệ thống giúp doanh nghiệp đánh giá tiến độ định kỳ - hàng ngày, hàng tuần, hàng tháng hoặc hàng quý. PR Smith cho biết, có thể sử dụng phân tích trang web, KPI, hồ sơ khách truy cập trang web, kiểm tra khả năng sử dụng, khảo sát sự hài lòng của khách hàng, tần suất báo cáo, ai báo cáo cho ai những gì xảy ra và xem những phản hồi đó như một phần của quy trình giám sát này.